# Ithomiola servilia
Ithomiola servilia är en fjärilsart som beskrevs av Hans Ferdinand Emil Julius Stichel 1915. Ithomiola servilia ingår i släktet Ithomiola och familjen Riodinidae. Inga underarter finns listade i Catalogue of Life.